# 高階村 (埼玉県)
高階村（たかしなむら）は、埼玉県入間郡に存在した村である。

## 地理
- 現在の川越市南東部。東武東上線の新河岸駅を中心とした地域である。
- 当村の東の境を新河岸川、北の境を不老川が流れる。
- 南北を川越街道（国道254号）が縦貫する。

## 歴史
村名の由来は、『和名抄』に見える「入間郡高階郷」による。

### 沿革
- 1889年（明治22年）4月1日 - 町村制施行により、砂新田、砂村、扇河岸村、上新河岸村、下新河岸村、寺尾村、藤間村の7か村が合併、高階村が成立[2]。
- 1914年（大正3年）6月17日 - 東上鉄道（現・東武東上本線）に高階駅（現・新河岸駅）を開設。
- 1939年（昭和14年）4月10日 - 当村の寺尾と隣の福岡村福岡との間で境界変更。
- 1955年（昭和30年）4月1日 - 川越市に編入。

### 村域の変遷
| 1868年 以前 | 1868年 以前   | 1889年 (明治22) 4月1日 | 1939年 (昭和14) 4月10日 | 1955年 (昭和30) 4月1日 | 現在   |
| ----------- | ------------- | ---------------------- | ----------------------- | ---------------------- | ------ |
|             | 福岡村 の一部 | 福岡村                 | 高階村 に編入           | 川越市 に編入          | 川越市 |
|             | 藤間村        | 高階村                 | 高階村                  | 川越市 に編入          | 川越市 |
|             | 砂村          | 高階村                 | 高階村                  | 川越市 に編入          | 川越市 |
|             | 砂新田        | 高階村                 | 高階村                  | 川越市 に編入          | 川越市 |
|             | 扇河岸村      | 高階村                 | 高階村                  | 川越市 に編入          | 川越市 |
|             | 上新河岸村    | 高階村                 | 高階村                  | 川越市 に編入          | 川越市 |
|             | 下新河岸村    | 高階村                 | 高階村                  | 川越市 に編入          | 川越市 |
|             | 寺尾村        | 高階村                 | 高階村                  | 川越市 に編入          | 川越市 |
|             | 福岡村 に編入 | 高階村                 | 福岡村                  | ふじみ野市             |        |

## 地域
- 砂（すな）新河岸駅の現所在地。
- 砂新田（すなしんでん）一部は現在の砂新田一〜四丁目。
- 扇河岸（おうぎがし）新河岸川と不老川の合流点近くにある。
- 上新河岸（かみしんがし）
- 下新河岸（しもしんがし）新河岸川の東岸にも町域があり、さらに牛子にも飛び地を持つ。また、南西の砂新田にも飛び地を持つ。
- 寺尾（てらお）
- 藤間（ふじま）一部は現在の藤原町、稲荷町、清水町、諏訪町、熊野町。